# Mionica (Kolubara)
Mionica (Servisch: Мионица) is een gemeente in het Servische district Kolubara.
Mionica telt 16.513 inwoners (2002). De oppervlakte bedraagt 329 km², de bevolkingsdichtheid is 50,2 inwoners per km².

## Plaatsen
- Struganik - 276